# Naturreservat Ottenby

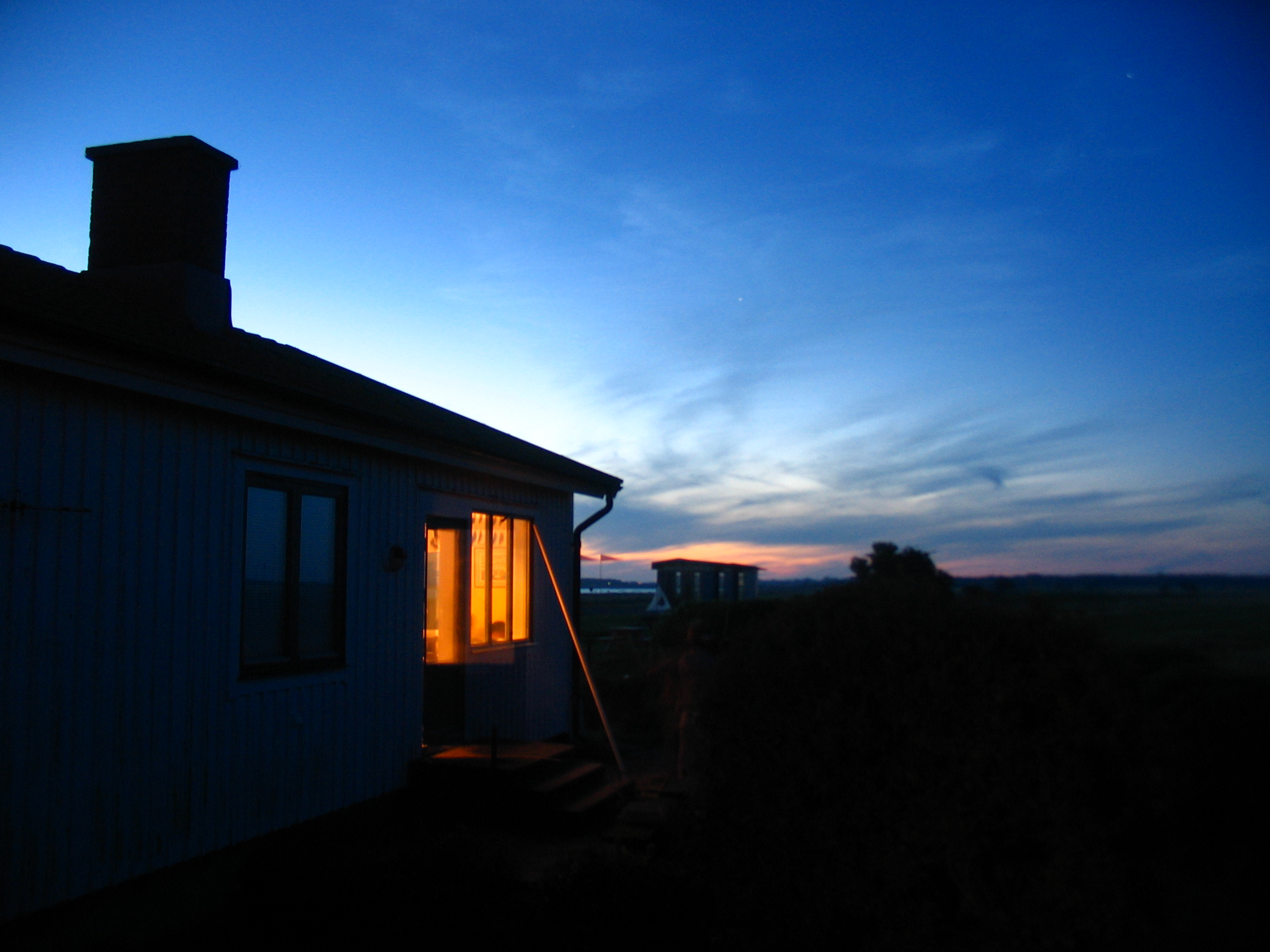
Vogelwarte Ottenby

Das Naturreservat Ottenby ist ein Naturschutzgebiet auf der schwedischen Ostseeinsel Öland. Das Gebiet ist als Natura-2000-Gebiet ausgewiesen.
Das Naturreservat liegt südlich des Dorfes Ottenby und umfasst mit 1026 Hektar Fläche die gesamte Südspitze der Insel, wovon etwa 95 Hektar aus Wasserfläche bestehen. Besonders bekannt ist es als Rastplatz vieler Zugvögel. Neben einem Vogelmuseum gibt es eine Vogelwarte, die zu den bekanntesten Schwedens zählt und in der bekannte Ornithologen wie Lars Svensson tätig waren, der hier von 1961 bis 1965 wirkte. Museum und Warte sind in der Nähe des Leuchtturms Långe Jan angesiedelt. Hier gibt es auch weitläufige Seewiesen.
Landschaftlich wird der Westen und Süden des Naturschutzgebiets durch eine Alvarlandschaft geprägt. Im Osten besteht mit Ottenbylund ein Waldgebiet. Mit der Grabanlage Kungsstenarna gibt es auch Zeugnisse prähistorischer Kulturgeschichte.